# Emanuel Pastreich
Emanuel Pastreich (Chinês: 贝一明; Coreano: 임마누엘 페스트라이쉬; Japonês: エマニュエル・パストリッチ) nascido em Nashville, Tennessee,aos 16 de outubro de 1964, é um acadêmico estadunidense, cuja base se centra essencialmente na Coreia do Sul. Pastreich é professor associado da Kyung Hee University e diretor do The Asia Institute de Seul, cujas obras versam tanto sobre a literatura clássica do Oriente Asiático, como temas atuais a respeito de relações internacionais e tecnologia.

## Biografia
Pastreich frequentou a Lowell High School localizada em San Francisco, terminando sua formação secundária no ano de 1983. Iniciou seus estudos superiores na Universidade de Yale, alcançando o grau de B.A. (bacharel) em Língua Chinesa no ano de 1987. Durante seu período de estudos, teve oportunidade de frequentar como intercambista a Universidade Nacional de Taiwan. Pastreich concluiu o seu M.A. (mestrado) em literatura comparada na Universidade de Tóquio em 1991, redigindo a sua tese de mestrado sobre: Edo kôki bunjin Tanomura Chikuden: Muyô no shiga (O literato da era Edo tardia, Tanomura Chikuden; A inutilidade de pintura e poesia), integralmente em japonês. Regressou aos Estados Unidos em 1998, finalizando o seu Ph.D. em estudos do Leste Asiático na Universidade de Harvard. Como professor associado, lecionou nas Universidade de Illinois em Urbana-Champaign, Universidade George Washington, e Solbridge International School of Business. Pastreich atualmente é o diretor do The Asia Institute  professor associado na Faculdade de Estudos Internacionais da Kyung Hee University.

## Serviço Público
Em 2007, Pastreich assumiu a função de conselheiro para relações internacionais, assistindo ao governador da província de Chungnam, posteriormente atuando como conselheiro de relações externas na  Daedeok Innopolis e, em 2010 e 2012 recebeu o convite para assessorar a administração local e prestar apoio ao investimento estrangeiro na cidade de Daejeon.

## Funções
Pastreich é diretor do The Asia Institute, uma ONG que engloba pesquisas nas áreas (e em suas interconexões) das relações internacionais, do meio-ambiente e tecnologia na Ásia. Do seu currículo, destaca-se o trabalho como conselheiro para relações internacionais e investimento externo do governador da provincial de Chungnam (2007-2008).  Pastreich foi igualmente diretor da KORUS House (2005-2007), um think tank para o fomento das relações internacionais, sediado na embaixada da Coreia em Washington D.C., e diretor da publicação Dynamic Korea, órgão de comunicação do Ministério dos Negócios Estrangeiros da Coreia, visando sobretudo a divulgação da cultura e sociedade coreanas.
Os seus escritos englobam as obras: The Novels of Park Jiwon: Translations of Overlooked Worlds, uma coleção de novelas desse pensador crítico da Coreia pré-moderna, The Visible Vernacular: Vernacular Chinese and the Emergence of a Literary Discourse on Popular Narrative in Edo Japan, um estudo sobre o impacto da literatura chinesa vernácula no Japão, Life is a Matter of Direction, not Speed: A Robinson Crusoe in Korea, uma descrição das suas próprias vivências na Coreia, e Scholars of the World Speak out About Korea's Future, uma série de entrevistas a intelectuais de renome, tais como Francis Fukuyama, Larry Wilkerson e Noam Chomsky sobre a Coreia atual.

### Obras
- The Novels of Park Jiwon: Translations of Overlooked Worlds (2011). Seoul: Seoul National University Press. ISBN 8952111761.
- The Visible Mundane: Vernacular Chinese and the Emergence of a Literary Discourse on Popular Narrative in Edo Japan (2011). Seoul: Seoul National University Press. ISBN 895211177X.
- (em coreano) Insaeng eun sokudo anira banghyang ida: Habodeu baksa eui hanguk pyoryugi (Life is a Matter of Direction, Not of Speed: Records of a Robinson Crusoe in Korea) (2011). London: Nomad Books. ISBN 978-89-91794-56-6-03810 Erro de parâmetro em {{ISBN}}: comprimento
- (em coreano) Segye seokhak hanguk mirae reul mal hada (Scholars of the World Speak Out About Korea’s Future) (2012). Seoul: Dasan Books. ISBN 978-89-6370-072 Erro de parâmetro em {{ISBN}}: comprimento
- (em coreano) Han'gukin man moreu neun dareun daehan min'guk (A Different Republic of Korea—About Which Only Koreans are Ignorant) (2013). Seoul: 21 Segi Books. ISBN 978-89-509-5108-5